# Maître de musique de la reine
Master of the Queen's Music (ou Master of the King's Music – en français Maître de musique de la Reine ou Maître de musique du Roi) est un poste de la Maison Royale de la Monarchie du Royaume-Uni. Le tenant de ce poste servait originellement le monarque d'Angleterre.
Le poste est plus ou moins comparable à celui de Poète lauréat. Il est donné à des personnes éminentes dans le champ de la musique classique. Le poste a presque toujours été tenu par des compositeurs (George Frederick Anderson est une exception, il est violoniste et connu pour ne jamais avoir composé). Ses tâches ne sont pas clairement définies, bien qu'il soit généralement prévu que le titulaire du poste doive écrire des musiques pour les évènements royaux comme les anniversaires, les mariages et les morts et pour accompagner d'autres cérémonies. Le Maître peut également conseiller le Souverain en matière musicale.

## LeKing's Musick
Dès le XIVe siècle, les ménestrels connus comme les King's Minstrels (ménestrels du roi) ou les King's Musick reçoivent un patronage royal. Ils portent la livrée du Roi et exercent un certain contrôle sur les autres musiciens. Pendant le règne d'Henry VI, une commission royale régule l'utilisation des lieux de pratique des musiciens et en 1469 Édouard VI autorise la création d'une charte de guilde. La charte stipule que "Aucun ménestrel de notre royaume... désormais ne pratique ou n'exerce publiquement l'art ou l'occupation au sein de notre Royaume précité, à moins qu'il n'appartienne à une Fraternité ou à une Guilde". Cela amène des problèmes juridiques entre les ménestrels de Westminster et la City Company qui a été autorisée en 1604 à jouer dans la ville et dans une limite de 3 miles aux alentours. Les ménestrels du Roi reçoivent de lui une charte en 1635 pour "inspecter, contrôler, surveiller, policer et diriger tous les musiciens du Royaume d'Angleterre".

## Les premiersMasters of the King's Musick
Le premier Master of the King's Musick doit être le premier à avoir sérieusement tenté de rassembler tous les musiciens du royaume dans une guilde. Cette personne est Nicholas Lanier, pour qui le titre de Master of the King's Musick (le k après Music est abandonné pendant la titulature d'Edward Elgar) est créé en 1626 par Charles I d'Angleterre. À cette époque, le titulaire du poste est chargé de l'orchestre personnel du monarque, une responsabilité qui dure jusqu'à la dissolution de l'orchestre en 1901.
Le Maître reçoit un émolument. À l'époque de George III, il est de 200 £ par an pour diriger l'orchestre et composer des odes d'anniversaire. Si des menuets sont composés pour les danses de la cour, 100 £ sont ajoutées. Des sommes additionnelles sont payées pour toute copie de partition pour la cour.
Deux des premiers Maîtres, Louis Grabu et Nicholas Staggins, sont plus des courtisans que des musiciens, et des compositeurs comme Henry Purcell sont appelés pour composer la musique d'œuvres comme Welcome Song to His Majesty at His Return from Newmarket (1682). Pendant la titulature de John Eccles, Haendel fournit l'Ode for the Birthday of Queen Anne (1713).

## Titulatures d'Edward Elgar et Walford Davies
En 1924 avec la nomination d'Edward Elgar, souvent considéré comme le plus grand compositeur britannique de sa génération, le poste est devenu similaire à un Prix de musique. Le titre doit maintenant être donné à des compositeurs ou des universitaires reconnus nationalement pour leur travail. La plupart de la musique royale d'Elgar est derrière lui à ce moment-là – la Marche Impériale (1897), la première des cinq marches Pomp and Circumstance (1901–1907) et la Coronation Ode (en) (1901). Bien que composé avant sa nomination, Pageant of Empire (en) est créé quelques semaines après qu'il a reçu le poste. Il compose la cinquième marche Pomp and Circumstance March (1930) et la Nursery Suite en 1931 et les dédicace à "leurs Altesses Royales Princesse Elisabeth et Princesse Margaret". Elgar utilise son salaire pour rassembler des instruments originaux dans les orchestres d'Edouard VII et s'assurer que la bibliothèque musicale est bien organisée. Lorsqu'en 1931 Elgar est fait Membre à vie honoraire de la Worshipful Company of Musicians (en) (descendante de la City Company of London), ceci clôt l'ancienne rivalité entre les musiciens de Londres et de Westminster.
Le successeur du poste, Sir Henry Walford Davies, est le premier Master of the King à être connu par le grand public par son titre.

## Titulaire actuelle
Judith Weir (née en 1954), depuis le 22 juillet 2014 (date de la passation de pouvoirs avec son prédécesseur Peter Maxwell Davies). Elle est la première femme titulaire du poste.

## Records
Le Master of the King ayant eu la plus longue titulature est John Eccles qui a servi pendant trente-cinq ans, de 1700 jusqu'à sa mort en 1735. Il est également le seul à avoir servi quatre monarques (le Roi William III, la Reine Anne, le Roi George I et le Roi George II).
Trois monarques ont eu quatre Maîtres différents pendant leur règne : le Roi George III, la Reine Victoria et la reine Élisabeth II.
Les monarques ayant eu le même Master of the King durant leur règne sont : le Roi Charles I (Nicholas Lanier), le Roi James II (Nicholas Staggins), la Reine Anne et le Roi George I (John Eccles), le Roi Édouard VII (Sir Walter Parratt) et le Roi Édouard VIII (Sir Henry Walford Davies).

## Titulaires du poste
| Nom                       | Année de nomination | Année du décès (de passation de pouvoirs depuis 2014) | Commentaires | Monarque servis                                         | Titre du Monarque                                                                                           |
| ------------------------- | ------------------- | ----------------------------------------------------- | --- | ------------------------------------------------------- | --- |
| Nicholas Lanier           | 1625                | *                                                     | * Le poste est aboli en 1649 quand le monarque est renversé, et réinstitué en 1660. ()                                                                                     | Charles I                                               | Roi/Reine d' Angleterre                                                                                     |
| Nicholas Lanier           | 1660                | 1666                                                  | * Le poste est aboli en 1649 quand le monarque est renversé, et réinstitué en 1660. ()                                                                                     | Charles II (d. 1685)                                    | Roi/Reine d' Angleterre                                                                                     |
| Louis Grabu               | 1666                | (après 1693)                                          | Grabu semble avoir eu des problèmes avec le Test Act, passé au printemps 1673 et appliqué le 18 novembre, loi qui bannit tous les catholiques de la cour.[réf. nécessaire] | Charles II (d. 1685)                                    | Roi/Reine d' Angleterre                                                                                     |
| Nicholas Staggins         | 1674                |                                                       | Staggins meurt le 13 juin 1700. | Charles II (d. 1685)                                    | Roi/Reine d' Angleterre                                                                                     |
| Nicholas Staggins         | 1685                |                                                       | Staggins meurt le 13 juin 1700. | Jacques II d'Angleterre (Glorious Revolution 1688)      | Roi/Reine d' Angleterre                                                                                     |
| Nicholas Staggins         | 1688                | 1700                                                  | Staggins meurt le 13 juin 1700. | Guillaume III d'Orange-Nassau and Marie II d'Angleterre | Roi/Reine d' Angleterre                                                                                     |
| John Eccles               | 1700                |                                                       | Le Master of the King's Musick ayant eu le poste le plus longtemps (35 ans) et le seul à avoir servi quatre monarques.                                                     | Guillaume III d'Orange-Nassau and Marie II d'Angleterre | Roi/Reine d' Angleterre                                                                                     |
| John Eccles               | 1702                |                                                       | Le Master of the King's Musick ayant eu le poste le plus longtemps (35 ans) et le seul à avoir servi quatre monarques.                                                     | Anne (d. 1714)                                          | Roi/Reine d' Angleterre                                                                                     |
| John Eccles               | -                   |                                                       | Le Master of the King's Musick ayant eu le poste le plus longtemps (35 ans) et le seul à avoir servi quatre monarques.                                                     | Anne (d. 1714)                                          | Roi/Reine de Grande-Bretagne (à partir de 1707)                                                             |
| John Eccles               | 1714                |                                                       | Le Master of the King's Musick ayant eu le poste le plus longtemps (35 ans) et le seul à avoir servi quatre monarques.                                                     | George I (d. 1727)                                      | Roi/Reine de Grande-Bretagne (à partir de 1707)                                                             |
| John Eccles               | 1727                | 1735                                                  | Le Master of the King's Musick ayant eu le poste le plus longtemps (35 ans) et le seul à avoir servi quatre monarques.                                                     | George II (d. 1760)                                     | Roi/Reine de Grande-Bretagne (à partir de 1707)                                                             |
| Maurice Greene            | 1735                | 1755                                                  | | George II (d. 1760)                                     | Roi/Reine de Grande-Bretagne (à partir de 1707)                                                             |
| William Boyce             | 1755                |                                                       | | George II (d. 1760)                                     | Roi/Reine de Grande-Bretagne (à partir de 1707)                                                             |
| William Boyce             | 1760                | 1779                                                  | George III (d. 1820) |                                                         | Roi/Reine de Grande-Bretagne (à partir de 1707)                                                             |
| John Stanley              | 1779                | 1786                                                  | George III (d. 1820) |                                                         | Roi/Reine de Grande-Bretagne (à partir de 1707)                                                             |
| William Parsons           | 1786                |                                                       | George III (d. 1820) |                                                         | Roi/Reine de Grande-Bretagne (à partir de 1707)                                                             |
| William Parsons           | -                   | 1817                                                  | George III (d. 1820) | Roi/Reine du Royaume-Uni (à partir de 1801)             | |
| William Shield            | 1817                |                                                       | George III (d. 1820) | Roi/Reine du Royaume-Uni (à partir de 1801)             | |
| William Shield            | 1820                | 1829                                                  | George IV (d. 1830) | Roi/Reine du Royaume-Uni (à partir de 1801)             | |
| Christian Kramer          | 1829                |                                                       | George IV (d. 1830) | Roi/Reine du Royaume-Uni (à partir de 1801)             | |
| Christian Kramer          | 1830                | 1834                                                  | William IV (d. 1837) | Roi/Reine du Royaume-Uni (à partir de 1801)             | |
| Franz Cramer              | 1834                |                                                       | William IV (d. 1837) | Roi/Reine du Royaume-Uni (à partir de 1801)             | Aucun lien avec le précédent.                                                                               |
| Franz Cramer              | 1837                | 1848                                                  | Reine Victoria (d. 1901) | Roi/Reine du Royaume-Uni (à partir de 1801)             | Aucun lien avec le précédent.                                                                               |
| George Frederick Anderson | 1848                | (1876)                                                | Reine Victoria (d. 1901) | Roi/Reine du Royaume-Uni (à partir de 1801)             | Anderson quitte le poste en 1870.                                                                           |
| (Sir) William Cusins      | 1870                | 1893                                                  | Reine Victoria (d. 1901) | Roi/Reine du Royaume-Uni (à partir de 1801)             | Fait chevalier en 1892 ; le seul Master of the Queen's Musick à avoir été fait chevalier pendant son poste. |
| Sir Walter Parratt        | 1893                |                                                       | Reine Victoria (d. 1901) | Roi/Reine du Royaume-Uni (à partir de 1801)             | |
| Sir Walter Parratt        | 1901                |                                                       | Édouard VII (d. 1910) | Roi/Reine du Royaume-Uni (à partir de 1801)             | |
| Sir Walter Parratt        | 1910                |                                                       | George V (d. 1936) | Roi/Reine du Royaume-Uni (à partir de 1801)             | |
| Sir Walter Parratt        | -                   | 1924                                                  | George V (d. 1936) | Roi/Reine du Royaume-Uni (à partir de 1922)             | |
| Sir Edward Elgar          | 1924                | 1934                                                  | George V (d. 1936) | Roi/Reine du Royaume-Uni (à partir de 1922)             | Le nom du poste change en Master of the King's Music à ce moment-là.                                        |
| Sir Henry Walford Davies  | 1934                |                                                       | George V (d. 1936) | Roi/Reine du Royaume-Uni (à partir de 1922)             | |
| Sir Henry Walford Davies  | 1936 (Janvier)      |                                                       | Édouard VIII (abd. décembre 1936) | Roi/Reine du Royaume-Uni (à partir de 1922)             | |
| Sir Henry Walford Davies  | 1936 (Décembre)     | 1941                                                  | George VI (d. 1952) | Roi/Reine du Royaume-Uni (à partir de 1922)             | |
| Sir Arnold Bax            | 1942                |                                                       | George VI (d. 1952) | Roi/Reine du Royaume-Uni (à partir de 1922)             | |
| Sir Arnold Bax            | 1952                | 1953                                                  | Élisabeth II | Roi/Reine du Royaume-Uni (à partir de 1922)             | |
| Sir Arthur Bliss          | 1953                | 1975                                                  | Élisabeth II | Roi/Reine du Royaume-Uni (à partir de 1922)             | |
| Malcolm Williamson        | 1975                | 2003                                                  | Élisabeth II | Roi/Reine du Royaume-Uni (à partir de 1922)             | |
| Sir Peter Maxwell Davies  | 2004                | 2014                                                  | Élisabeth II | Roi/Reine du Royaume-Uni (à partir de 1922)             | nommé pour une période de dix ans (premier à ne pas avoir été nommé à vie)                                  |
| Judith Weir               | 2014                |                                                       | Élisabeth II | Roi/Reine du Royaume-Uni (à partir de 1922)             | nommée pour une période de dix ans (première femme nommée à ce poste)                                       |